# Павильон № 74 «Круговая панорама» на ВДНХ
«Круговая панорама» — панорамный кинотеатр на ВДНХ, 541-е строение выставки. Построен в 1959 году для разработанной тогда же советской кругорамной кинематографической системы.

## История
Круговой панорамный кинотеатр был построен на ВДНХ в 1959 году в рекордно сжатые сроки (три месяца) по личному указанию Никиты Хрущёва и открыт 15 июня 1959 года. На тот момент панорамные кинотеатры даже на мировом уровне являлись технической новинкой, и первой в мире стабильной работающей системой кругового кино стала «Circarama», представленная в 1955 году компанией Уолта Диснея, а в 1959 году привезённая на Американскую национальную выставку в Москву. Именно это и стало поводом для создания в СССР собственной системы панорамного кино и строительства для неё павильона на ВДНХ.
Автором проекта здания кинотеатра стал архитектор Н. Стригалев, при участии инженера Г. Муратова. Здание решено в стиле советского модернизма. В плане кинотеатр круглый, фасад первого этажа сложен из металлоконструкций и остеклён, второй этаж исполнен из кирпича. Первоначально на крыше кинотеатра была установлена металлическая надпись «Круговая кинопанорама», впоследствии демонтированная. Внутренний объём здания целиком занимал кинозал, в котором и была установлена система кругового кино, которая создавалось в Научно-исследовательском кинофотоинституте под руководством Евсея Голдовского. По причине сжатых сроков строительства монтаж оборудования в кинозале начался ещё до окончания строительства самого кинотеатра — в момент, когда в здании не было стёкол и крыши. Кинотеатр действовал с 1959 по 1991 год, и в нём демонстрировались документальные и научно-популярные фильмы о различных регионах Советского Союза и странах социалистического лагеря, снятые специальной панорамной камерой.
В постсоветские годы кинотеатр был закрыт, но возобновил работу в 2014 году, в процессе его реставрации. В настоящее время работа кинопанорамы продолжает совершенствоваться с привлечением более современных технологий. Кинотеатр открыт после реконструкции 3 декабря 2023 года.